# Nacaduba martha
Nacaduba martha är en fjärilsart som beskrevs av John Nevill Eliot 1955. Nacaduba martha ingår i släktet Nacaduba och familjen juvelvingar. Inga underarter finns listade i Catalogue of Life.